# ブレンダン・アイク
ブレンダン・アイク（英: Brendan Eich、1961年7月4日 - ）はアメリカ合衆国のプログラマであり、プログラミング言語・JavaScriptの生みの親である。

## 学歴
サンタクララ大学で数学と計算機科学の学士号を取得。また、1986年にはイリノイ大学アーバナ・シャンペーン校で修士号を取得した。

## 経歴
卒業後シリコングラフィックスに就職し、オペレーティングシステムとネットワーク関連のプログラマとして7年間働いた。次の3年間、MicroUnity Systems EngineeringでマイクロカーネルとDSP用コードを書き、MIPSR4000へのgcc移植を行った。
主にNetscapeとMozillaでの業績で知られている。1995年4月にネットスケープコミュニケーションズに転職し、ウェブブラウザNetscape Navigator向けのJavaScript開発に携わった（元々の名称はMocha、その後一旦LiveScriptと称していた）。1998年にはmozilla.orgの創設に関わり、主任アーキテクトとなった。2003年7月、AOLがネットスケープ部門を廃止すると、Mozilla Foundationの創設に関わり、技術責任者となった。
2005年8月、新たに創設されたMozilla Corporationで最高技術責任者に就任した。その後、2014年3月24日に最高経営責任者に就任したが、同性婚に反対していたことが問題となり2014年4月3日に最高経営責任者を辞任し、Mozillaから離れた。
2015年にはBrave Softwareを設立し、ウェブブラウザのBraveを開発した。